# Haffner-Gletscher
Der Haffner-Gletscher ist ein kleiner Gletscher an der Pennell-Küste des ostantarktischen Viktorialands. Er mündet dort in die Berg Bay.
Teilnehmer der Southern-Cross-Expedition (1898–1900) unter der Leitung des norwegischen Polarforschers Carsten Egeberg Borchgrevink kartierten ihn erstmals. Borchgrevink benannte den Gletscher nach Johan Fredrik Wilhelm Haffner (1835–1901), Direktor des norwegischen Landvermessungsamts.